# Mistrzostwa Świata w Piłce Siatkowej Mężczyzn 2010 (eliminacje strefy AVC)
Eliminacje strefy AVC do Mistrzostw Świata w Piłce Siatkowej Mężczyzn 2010 odbywających się we Włoszech rozgrywane były pomiędzy 28 stycznia a 10 października 2008 roku. Składały się one z trzech rund. Na mistrzostwa awansują 4 reprezentacje narodowe.

## Pierwsza runda kwalifikacyjna

### Grupa A – Wellington
Tabela
| Poz. | Reprezentacja | Pkt. | Mecze | Mecze | Mecze | Małe punkty | Małe punkty | Małe punkty | Sety | Sety | Sety  |
| Poz. | Reprezentacja | Pkt. | M     | Z     | P     | zdob.       | str.        | ratio       | wyg. | prz. | ratio |
| ---- | ------------- | ---- | ----- | ----- | ----- | ----------- | ----------- | ----------- | ---- | ---- | ----- |
| 1    | Tonga         | 5    | 3     | 2     | 1     | 251         | 228         | 1,101       | 7    | 3    | 2,333 |
| 2    | Nowa Zelandia | 5    | 3     | 2     | 1     | 294         | 268         | 1,097       | 8    | 4    | 2,000 |
| 3    | Samoa         | 5    | 3     | 2     | 1     | 254         | 258         | 0,984       | 6    | 5    | 1,200 |
| 4    | Fidżi         | 3    | 3     | 0     | 3     | 182         | 227         | 0,802       | 0    | 9    | 0,000 |

Legenda: Poz. – pozycja, Pkt. – liczba punktów, M – liczba meczów, Z – mecze wygrane, P – mecze przegrane, zdob. – małe punkty zdobyte, str. – małe punkty stracone, wyg. – sety wygrane, prz. – sety przegrane
Wyniki
| 22 kwietnia 2009 |

|  | Nowa Zelandia | 3:0(25:21, 25:17, 25:17) | Fidżi |  |
|  |               | 3:0(25:21, 25:17, 25:17) |       |  |

|  | Tonga | 3:0(25:21, 27:25, 25:17) | Samoa |  |
|  |       | 3:0(25:21, 27:25, 25:17) |       |  |

| 23 kwietnia 2009 |

|  | Samoa | 3:0(26:24, 26:24, 25:20) | Fidżi |  |
|  |       | 3:0(26:24, 26:24, 25:20) |       |  |

|  | Nowa Zelandia | 3:1(25:21, 22:25, 34:32, 25:21) | Tonga |  |
|  |               | 3:1(25:21, 22:25, 34:32, 25:21) |       |  |

| 24 kwietnia 2009 |

|  | Tonga | 3:0(25:15, 25:23, 25:21) | Fidżi |  |
|  |       | 3:0(25:15, 25:23, 25:21) |       |  |

|  | Nowa Zelandia | 2:3(25:22, 26:24, 24:26, 24:26, 14:16) | Samoa |  |
|  |               | 2:3(25:22, 26:24, 24:26, 24:26, 14:16) |       |  |

### Grupa B – Islamabad
Tabela
| Poz. | Reprezentacja | Pkt. | Mecze | Mecze | Mecze | Małe punkty | Małe punkty | Małe punkty | Sety | Sety | Sety  |
| Poz. | Reprezentacja | Pkt. | M     | Z     | P     | zdob.       | str.        | ratio       | wyg. | prz. | ratio |
| ---- | ------------- | ---- | ----- | ----- | ----- | ----------- | ----------- | ----------- | ---- | ---- | ----- |
| 1    | Pakistan      | 6    | 3     | 3     | 0     | 225         | 123         | 1,829       | 9    | 0    | MAX   |
| 2    | Bangladesz    | 5    | 3     | 2     | 1     | 221         | 201         | 1,100       | 6    | 4    | 1,500 |
| 3    | Malediwy      | 4    | 3     | 1     | 2     | 192         | 233         | 0,824       | 3    | 7    | 0,429 |
| 4    | Makau         | 3    | 3     | 0     | 3     | 187         | 268         | 0,698       | 2    | 9    | 0,222 |

Legenda: Poz. – pozycja, Pkt. – liczba punktów, M – liczba meczów, Z – mecze wygrane, P – mecze przegrane, zdob. – małe punkty zdobyte, str. – małe punkty stracone, wyg. – sety wygrane, prz. – sety przegrane
Wyniki
| 28 stycznia 2009 |

|  | Malediwy | 0:3(13:25, 21:25, 22:25) | Bangladesz |  |
|  |          | 0:3(13:25, 21:25, 22:25) |            |  |

|  | Pakistan | 3:0(25:11, 25:11, 25:12) | Makau |  |
|  |          | 3:0(25:11, 25:11, 25:12) |       |  |

| 29 stycznia 2009 |

|  | Makau | 1:3(23:25, 25:20, 16:25, 19:25) | Malediwy |  |
|  |       | 1:3(23:25, 25:20, 16:25, 19:25) |          |  |

|  | Pakistan | 3:0(25:16, 25:19, 25:13) | Bangladesz |  |
|  |          | 3:0(25:16, 25:19, 25:13) |            |  |

| 30 stycznia 2009 |

|  | Makau | 1:3(14:25, 25:23, 11:25, 20:25) | Bangladesz |  |
|  |       | 1:3(14:25, 25:23, 11:25, 20:25) |            |  |

|  | Pakistan | 3:0(25:13, 25:12, 25:16) | Malediwy |  |
|  |          | 3:0(25:13, 25:12, 25:16) |          |  |

### Grupa C – Maskat
Tabela
| Poz. | Reprezentacja                | Pkt.                                    | Mecze                                   | Mecze                                   | Mecze                                   | Małe punkty                             | Małe punkty                             | Małe punkty                             | Sety                                    | Sety                                    | Sety                                    |
| Poz. | Reprezentacja                | Pkt.                                    | M                                       | Z                                       | P                                       | zdob.                                   | str.                                    | ratio                                   | wyg.                                    | prz.                                    | ratio                                   |
| ---- | ---------------------------- | --------------------------------------- | --------------------------------------- | --------------------------------------- | --------------------------------------- | --------------------------------------- | --------------------------------------- | --------------------------------------- | --------------------------------------- | --------------------------------------- | --------------------------------------- |
| 1    | Katar                        | 4                                       | 2                                       | 2                                       | 0                                       | 175                                     | 145                                     | 1,207                                   | 6                                       | 1                                       | 6,000                                   |
| 2    | Oman                         | 3                                       | 2                                       | 1                                       | 1                                       | 206                                     | 205                                     | 1,005                                   | 4                                       | 5                                       | 0,800                                   |
| 3    | Zjednoczone Emiraty Arabskie | 2                                       | 2                                       | 0                                       | 2                                       | 158                                     | 189                                     | 0,836                                   | 2                                       | 6                                       | 0,333                                   |
|      | Arabia Saudyjska             | reprezentacje wycofały się z eliminacji | reprezentacje wycofały się z eliminacji | reprezentacje wycofały się z eliminacji | reprezentacje wycofały się z eliminacji | reprezentacje wycofały się z eliminacji | reprezentacje wycofały się z eliminacji | reprezentacje wycofały się z eliminacji | reprezentacje wycofały się z eliminacji | reprezentacje wycofały się z eliminacji | reprezentacje wycofały się z eliminacji |
|      | Uzbekistan                   | reprezentacje wycofały się z eliminacji | reprezentacje wycofały się z eliminacji | reprezentacje wycofały się z eliminacji | reprezentacje wycofały się z eliminacji | reprezentacje wycofały się z eliminacji | reprezentacje wycofały się z eliminacji | reprezentacje wycofały się z eliminacji | reprezentacje wycofały się z eliminacji | reprezentacje wycofały się z eliminacji | reprezentacje wycofały się z eliminacji |

Legenda: Poz. – pozycja, Pkt. – liczba punktów, M – liczba meczów, Z – mecze wygrane, P – mecze przegrane, zdob. – małe punkty zdobyte, str. – małe punkty stracone, wyg. – sety wygrane, prz. – sety przegrane
Wyniki
| 2 maja 2009 |

|  | Oman | 3:2(28:30, 25:13, 25:21, 18:25, 18:16) | Zjednoczone Emiraty Arabskie |  |
|  |      | 3:2(28:30, 25:13, 25:21, 18:25, 18:16) |                              |  |

| 3 maja 2009 |

|  | Zjednoczone Emiraty Arabskie | 0:3(22:25, 13:25, 18:25) | Katar |  |
|  |                              | 0:3(22:25, 13:25, 18:25) |       |  |

| 4 maja 2009 |

|  | Katar | 3:1(26:24, 25:19, 24:26, 25:23) | Oman |  |
|  |       | 3:1(26:24, 25:19, 24:26, 25:23) |      |  |

## Druga runda kwalifikacyjna

### Grupa D – Teheran
Tabela
| Poz. | Reprezentacja | Pkt. | Mecze | Mecze | Mecze | Małe punkty | Małe punkty | Małe punkty | Sety | Sety | Sety  |
| Poz. | Reprezentacja | Pkt. | M     | Z     | P     | zdob.       | str.        | ratio       | wyg. | prz. | ratio |
| ---- | ------------- | ---- | ----- | ----- | ----- | ----------- | ----------- | ----------- | ---- | ---- | ----- |
| 1    | Iran          | 6    | 3     | 3     | 0     | 249         | 204         | 1,221       | 9    | 1    | 9,000 |
| 2    | Indie         | 5    | 3     | 2     | 1     | 288         | 283         | 1,018       | 7    | 6    | 1,167 |
| 3    | Pakistan      | 4    | 3     | 1     | 2     | 278         | 297         | 0,936       | 5    | 8    | 0,625 |
| 4    | Oman          | 3    | 3     | 0     | 3     | 258         | 289         | 0,893       | 3    | 9    | 0,333 |

Legenda: Poz. – pozycja, Pkt. – liczba punktów, M – liczba meczów, Z – mecze wygrane, P – mecze przegrane, zdob. – małe punkty zdobyte, str. – małe punkty stracone, wyg. – sety wygrane, prz. – sety przegrane
Wyniki
| 25 maja 2009 |

|  | Indie | 3:2(25:18, 24:26, 20:25, 25:20, 15:13) | Pakistan |  |
|  |       | 3:2(25:18, 24:26, 20:25, 25:20, 15:13) |          |  |

|  | Iran | 3:0(25:16, 25:18, 28:26) | Oman |  |
|  |      | 3:0(25:16, 25:18, 28:26) |      |  |

| 26 maja 2009 |

|  | Indie | 3:1(25:18, 20:25, 25:23, 25:19) | Oman |  |
|  |       | 3:1(25:18, 20:25, 25:23, 25:19) |      |  |

|  | Iran | 3:0(25:20, 25:22, 25:18) | Pakistan |  |
|  |      | 3:0(25:20, 25:22, 25:18) |          |  |

| 27 maja 2009 |

|  | Pakistan | 3:2(25:23, 22:25, 26:24, 28:30, 15:11) | Oman |  |
|  |          | 3:2(25:23, 22:25, 26:24, 28:30, 15:11) |      |  |

|  | Iran | 3:1(21:25, 25:19, 25:21, 25:19) | Indie |  |
|  |      | 3:1(21:25, 25:19, 25:21, 25:19) |       |  |

### Grupa E – Nakhon Pathom
Tabela
| Poz. | Reprezentacja | Pkt. | Mecze | Mecze | Mecze | Małe punkty | Małe punkty | Małe punkty | Sety | Sety | Sety  |
| Poz. | Reprezentacja | Pkt. | M     | Z     | P     | zdob.       | str.        | ratio       | wyg. | prz. | ratio |
| ---- | ------------- | ---- | ----- | ----- | ----- | ----------- | ----------- | ----------- | ---- | ---- | ----- |
| 1    | Tajlandia     | 6    | 3     | 3     | 0     | 284         | 248         | 1,145       | 9    | 3    | 3,000 |
| 2    | Indonezja     | 5    | 3     | 2     | 1     | 283         | 253         | 1,119       | 8    | 4    | 2,000 |
| 3    | Katar         | 4    | 3     | 1     | 2     | 261         | 255         | 1,024       | 5    | 6    | 0,833 |
| 4    | Bangladesz    | 3    | 3     | 0     | 3     | 153         | 225         | 0,680       | 0    | 9    | 0,000 |

Legenda: Poz. – pozycja, Pkt. – liczba punktów, M – liczba meczów, Z – mecze wygrane, P – mecze przegrane, zdob. – małe punkty zdobyte, str. – małe punkty stracone, wyg. – sety wygrane, prz. – sety przegrane
Wyniki
| 9 czerwca 2009 |

|  | Katar | 1:3(25:19, 28:30, 23:25, 21:25) | Indonezja |  |
|  |       | 1:3(25:19, 28:30, 23:25, 21:25) |           |  |

|  | Tajlandia | 3:0(25:18, 25:19, 25:13) | Bangladesz |  |
|  |           | 3:0(25:18, 25:19, 25:13) |            |  |

| 10 czerwca 2009 |

|  | Bangladesz | 0:3(11:25, 18:25, 13:25) | Indonezja |  |
|  |            | 0:3(11:25, 18:25, 13:25) |           |  |

|  | Tajlandia | 3:1(25:23, 25:20, 20:25, 25:21) | Katar |  |
|  |           | 3:1(25:23, 25:20, 20:25, 25:21) |       |  |

| 11 czerwca 2009 |

|  | Katar | 3:0(25:16, 25:23, 25:22) | Bangladesz |  |
|  |       | 3:0(25:16, 25:23, 25:22) |            |  |

|  | Indonezja | 2:3(25:20, 22:25, 25:27, 29:27, 8:15) | Tajlandia |  |
|  |           | 2:3(25:20, 22:25, 25:27, 29:27, 8:15) |           |  |

### Grupa F – Tajpej
Tabela
| Poz. | Reprezentacja                | Pkt. | Mecze | Mecze | Mecze | Małe punkty | Małe punkty | Małe punkty | Sety | Sety | Sety  |
| Poz. | Reprezentacja                | Pkt. | M     | Z     | P     | zdob.       | str.        | ratio       | wyg. | prz. | ratio |
| ---- | ---------------------------- | ---- | ----- | ----- | ----- | ----------- | ----------- | ----------- | ---- | ---- | ----- |
| 1    | Kazachstan                   | 6    | 3     | 3     | 0     | 230         | 173         | 1,329       | 9    | 0    | MAX   |
| 2    | Chińskie Tajpej              | 5    | 3     | 2     | 1     | 225         | 189         | 1,190       | 6    | 3    | 2,000 |
| 3    | Zjednoczone Emiraty Arabskie | 4    | 3     | 1     | 2     | 205         | 237         | 0,865       | 3    | 7    | 0,429 |
| 4    | Tonga                        | 3    | 3     | 0     | 3     | 192         | 253         | 0,759       | 1    | 9    | 0,111 |

Legenda: Poz. – pozycja, Pkt. – liczba punktów, M – liczba meczów, Z – mecze wygrane, P – mecze przegrane, zdob. – małe punkty zdobyte, str. – małe punkty stracone, wyg. – sety wygrane, prz. – sety przegrane
Wyniki
| 22 maja 2009 |

|  | Kazachstan | 3:0(25:22, 25:18, 25:17) | Zjednoczone Emiraty Arabskie |  |
|  |            | 3:0(25:22, 25:18, 25:17) |                              |  |

|  | Chińskie Tajpej | 3:0(31:29, 25:18, 25:11) | Tonga |  |
|  |                 | 3:0(31:29, 25:18, 25:11) |       |  |

| 23 maja 2009 |

|  | Kazachstan | 3:0(25:18, 25:12, 25:17) | Tonga |  |
|  |            | 3:0(25:18, 25:12, 25:17) |       |  |

|  | Chińskie Tajpej | 3:0(25:17, 25:21, 25:13) | Zjednoczone Emiraty Arabskie |  |
|  |                 | 3:0(25:17, 25:21, 25:13) |                              |  |

| 24 maja 2009 |

|  | Tonga | 1:3(19:25, 23:25, 25:22, 20:25) | Zjednoczone Emiraty Arabskie |  |
|  |       | 1:3(19:25, 23:25, 25:22, 20:25) |                              |  |

|  | Chińskie Tajpej | 0:3(27:29, 18:25, 24:26) | Kazachstan |  |
|  |                 | 0:3(27:29, 18:25, 24:26) |            |  |

## Trzecia runda kwalifikacyjna

### Grupa G – Chengdu
Tabela
| Poz. | Reprezentacja | Pkt. | Mecze | Mecze | Mecze | Małe punkty | Małe punkty | Małe punkty | Sety | Sety | Sety  |
| Poz. | Reprezentacja | Pkt. | M     | Z     | P     | zdob.       | str.        | ratio       | wyg. | prz. | ratio |
| ---- | ------------- | ---- | ----- | ----- | ----- | ----------- | ----------- | ----------- | ---- | ---- | ----- |
| 1    | Chiny         | 6    | 3     | 3     | 0     | 247         | 196         | 1,260       | 9    | 1    | 9,000 |
| 2    | Australia     | 5    | 3     | 2     | 1     | 242         | 212         | 1,142       | 7    | 3    | 2,333 |
| 3    | Indie         | 4    | 3     | 1     | 2     | 179         | 211         | 0,848       | 3    | 6    | 0,500 |
| 4    | Tajlandia     | 3    | 3     | 0     | 3     | 176         | 225         | 0,782       | 0    | 9    | 0,000 |

Legenda: Poz. – pozycja, Pkt. – liczba punktów, M – liczba meczów, Z – mecze wygrane, P – mecze przegrane, zdob. – małe punkty zdobyte, str. – małe punkty stracone, wyg. – sety wygrane, prz. – sety przegrane
Wyniki
| 14 sierpnia 2009 |

|  | Australia | 3:0(25:15, 25:22, 25:19) | Indie |  |
|  |           | 3:0(25:15, 25:22, 25:19) |       |  |

|  | Chiny | 3:0(25:15, 25:23, 25:18) | Tajlandia |  |
|  |       | 3:0(25:15, 25:23, 25:18) |           |  |

| 15 sierpnia 2009 |

|  | Tajlandia | 0:3(19:25, 20:25, 20:25) | Australia |  |
|  |           | 0:3(19:25, 20:25, 20:25) |           |  |

|  | Chiny | 3:0(25:16, 25:16, 25:16) | Indie |  |
|  |       | 3:0(25:16, 25:16, 25:16) |       |  |

| 16 sierpnia 2009 |

|  | Indie | 3:0(25:22, 25:20, 25:19) | Tajlandia |  |
|  |       | 3:0(25:22, 25:20, 25:19) |           |  |

|  | Australia | 1:3(22:25, 25:17, 28:30, 17:25) | Chiny |  |
|  |           | 1:3(22:25, 25:17, 28:30, 17:25) |       |  |

### Grupa H – Komaki
Tabela
| Poz. | Reprezentacja    | Pkt. | Mecze | Mecze | Mecze | Małe punkty | Małe punkty | Małe punkty | Sety | Sety | Sety  |
| Poz. | Reprezentacja    | Pkt. | M     | Z     | P     | zdob.       | str.        | ratio       | wyg. | prz. | ratio |
| ---- | ---------------- | ---- | ----- | ----- | ----- | ----------- | ----------- | ----------- | ---- | ---- | ----- |
| 1    | Japonia          | 6    | 3     | 3     | 0     | 264         | 224         | 1,178       | 9    | 2    | 4,500 |
| 2    | Iran             | 5    | 3     | 2     | 1     | 281         | 271         | 1,037       | 7    | 6    | 1,166 |
| 3    | Korea Południowa | 4    | 3     | 1     | 2     | 268         | 267         | 1,003       | 5    | 8    | 0,625 |
| 4    | Kazachstan       | 3    | 3     | 0     | 3     | 245         | 296         | 0,827       | 4    | 9    | 0,444 |

Legenda: Poz. – pozycja, Pkt. – liczba punktów, M – liczba meczów, Z – mecze wygrane, P – mecze przegrane, zdob. – małe punkty zdobyte, str. – małe punkty stracone, wyg. – sety wygrane, prz. – sety przegrane
Wyniki
| 28 sierpnia 2009 |

|  | Iran | 3:2(19:25, 25:22, 18:25, 25:17, 15:12) | Korea Południowa |  |
|  |      | 3:2(19:25, 25:22, 18:25, 25:17, 15:12) |                  |  |

|  | Japonia | 3:1(25:20, 17:25, 25:21, 25:16) | Kazachstan |  |
|  |         | 3:1(25:20, 17:25, 25:21, 25:16) |            |  |

| 29 sierpnia 2009 |

|  | Korea Południowa | 3:2(23:25, 18:25, 25:16, 25:19, 15:5) | Kazachstan |  |
|  |                  | 3:2(23:25, 18:25, 25:16, 25:19, 15:5) |            |  |

|  | Japonia | 3:1(25:17, 25:22, 22:25, 25:17) | Iran |  |
|  |         | 3:1(25:17, 25:22, 22:25, 25:17) |      |  |

| 30 sierpnia 2009 |

|  | Kazachstan | 1:3(18:25, 14:25, 25:23, 16:25) | Iran |  |
|  |            | 1:3(18:25, 14:25, 25:23, 16:25) |      |  |

|  | Japonia | 3:0(25:23, 25:16, 25:22) | Korea Południowa |  |
|  |         | 3:0(25:23, 25:16, 25:22) |                  |  |